# یلان-چیشما
یلان-چیشما (انگلیسی: Yelan-Chishma) یک شهرک در شهرستان یرمکیفسکی استان باشقیرستان کشور روسیه است.